# Rivière de Mont-Louis Ouest
Rivière de Mont-Louis Ouest är ett vattendrag i Kanada.   Det ligger i provinsen Québec, i den östra delen av landet, 800 km nordost om huvudstaden Ottawa.
I omgivningarna runt Rivière de Mont-Louis Ouest växer i huvudsak blandskog. Runt Rivière de Mont-Louis Ouest är det mycket glesbefolkat, med 4 invånare per kvadratkilometer.